# 268 Adorea
Adorea (asteroide 268) é um asteroide da cintura principal com um diâmetro de 139,89 quilómetros, a 2,6844204 UA. Possui uma excentricidade de 0,1329027 e um período orbital de 1 989,63 dias (5,45 anos).
Adorea tem uma velocidade orbital média de 16,92783427 km/s e uma inclinação de 2,43664º.
Este asteroide foi descoberto em 8 de Junho de 1887 por Alphonse Borrelly.